# Steven Old
Steven Old (Palmerston North, 17 de fevereiro de 1986) é um futebolista profissional neo-zelandês, defensor.

## Carreira
Old fez parte do elenco da Seleção Neozelandesa de Futebol nas Olimpíadas de 2008.